# Mike Whiterspoon
Mike Whiterspoon (Chicago, Estados Unidos, 3 de septiembre de 1963) es un atleta estadounidense retirado especializado en la prueba de 60 m, en la que consiguió ser subcampeón mundial en pista cubierta en 1987.

## Carrera deportiva
En el Campeonato Mundial de Atletismo en Pista Cubierta de 1987 ganó la medalla de plata en los 60 metros, con un tiempo de 6.54 segundos, tras su compatriota Lee McRae (oro con 6.50 segundos) y por delante del italiano Pierfrancesco Pavoni (bronce con 6.59 segundos).